# Липова Гора (Ленінградська область)
Липова Гора (рос. Липовая Гора) — присілок у Волосовському районі Ленінградської області Російської Федерації.
Населення становить 13 осіб. Належить до муніципального утворення Калитинське сільське поселення.

## Історія
Від 1 серпня 1927 року належить до Ленінградської області.

## Населення
| 1997 | 2007 | 2010 | 2013 | 2017 |
| ---- | ---- | ---- | ---- | ---- |
| 1    | →1   | ↗5   | ↗7   | ↗13  |